# Dziki Zachód (Warszawa)
Dziki Zachód – nieformalna, zwyczajowa nazwa obszaru na pograniczu Woli i Śródmieścia w Warszawie po II wojnie światowej.

## Położenie i charakterystyka
Określenie „Dziki Zachód” pojawiło się po II wojnie światowej. Dotyczyło obszaru Warszawy różnie definiowanego, ale w najszerszym ujęciu ograniczonego ulicami: Towarową, al. „Solidarności” (wcześniej al. Karola Świerczewskiego), al. Jana Pawła II (wcześniej ul. Juliana Marchlewskiego), ul. Świętokrzyską, ul. Emilii Plater i Alejami Jerozolimskimi. Niektóre źródła ograniczają północną granicę do ul. Prostej/Świętokrzyskiej, wschodnią do al. Jana Pawła II, a południową do ul. Chmielnej. Są to tereny należące do późniejszych obszarów Miejskiego Systemu Informacji: Mirów na Woli i Śródmieście Północne. Nazwa prawdopodobnie nawiązywała do lokalizacji na zachód od Pałacu Kultury i Nauki.
Na terenie „Dzikiego Zachodu” znajdowały się ruiny i gruzy po zniszczeniach wojennych oraz doraźnie odremontowane kamienice uzupełnione różnego rodzaju barakami, warsztatami, sklepikami, szopami, dobudówkami, stajniami i gołębnikami. Zabudowa była chaotyczna, nowo powstałe obiekty były rożnej wielkości, wzniesione z różnych materiałów. Elementem charakterystycznym były ślepe ściany kamienic, które wcześniej sąsiadowały ze zburzonymi w czasie wojny lub po jej zakończeniu budynkami, a także labirynty podwórek. Przy ul. Pańskiej znajdowało się prowizoryczne targowisko a przy skrzyżowaniu ulic Srebrnej i Żelaznej warszawska izba wytrzeźwień, czyli tzw. żłobek. Ta część miasta słynęła z wysokiej przestępczości, obecności melin i uznawana była za miejsce niebezpieczne.
W 1961 roku przyjęto program mający uporządkować „Dziki Zachód”. Plan na lata 1961–1968 zakładał wybudowane budynków mieszkalnych o kubaturze 900 tys. m³, usługowych – 600 tys. m³, adaptację istniejącej zabudowy – 650 tys. m³ oraz przebudowę układu komunikacyjnego. Głównym motorem zmian miało być wzniesienie sześciu nowych osiedli mieszkaniowych o nazwach: Złota, Miedziana, Srebrna (trzy tzw. „osiedla metalowe”), Emilia, Mariańska i Grzybów. Zabudowę miały uzupełnić osiedla spółdzielcze, w tym osiedle Pańska. Program budowy nowych osiedli, który wiązał się z wieloma wyburzeniami, został zrealizowany do 1969 roku. Północna część terenu została również w latach 1965–1972 częściowo zabudowana blokami mieszkalnymi osiedla Za Żelazną Bramą.
W późniejszym okresie mianem „Dzikiego Zachodu” zaczęto określać pozostałości znajdującej się tu zabudowy przedwojennej oraz ponownie cały obszar ze względu na sąsiadujące ze sobą obiekty wybudowane w różnych okresach w różnych stylach: zabudowa przedwojenna, osiedla mieszkaniowe i obiekty przemysłowe okresu PRL oraz budynki biurowe, apartamentowce i wieżowce wznoszone od lat 90. XX w.

## W literaturze
Obszar „Dzikiego Zachodu” opisał Leopold Tyrmand w powieści „Zły” z 1955 roku.